# Трнка, Павел
Павел Трнка (англ. Pavel Trnka; 27 июля 1976, Пльзень, Чехословакия) — бывший чешский хоккеист, защитник. Воспитанник клуба «Пльзень». В последнее время был ассистентом главного тренера команды чешской Экстралиги «Витковице».

## Биография
Павел Трнка начал свою хоккейную карьеру в 1993 году в клубе «Пльзень». Он долго играл в чешской Экстралиге и НХЛ за команды «Анахайм Майти Дакс» и «Флорида Пантерз». В сборной Чехии Трнка был в заявке на чемпионат мира 2003 года, где чешская сборная заняла 4 место. Карьеру завершил в 2012 году в составе «Витковице», за который провёл 5 последних сезонов. Дважды становился серебряным призёром чешского чемпионата (в 2010 и 2011 годах). После окончания игровой карьеры стал тренером. С 2012 по 2016 год работал с юниорскими командами «Витковице», с сезона 2016/17 до декабря 2019 года занимал должность ассистента главного тренера основной команды «Витковице».

## Достижения
- Серебряный призёр чешской Экстралиги 2010 и 2011
- Бронзовый призёр чемпионата Европы среди юниоров 1994

## Статистика
- НХЛ — 415 игр, 78 очков (14+64)
- АХЛ — 170 игр, 36 очков (11+25)
- Чешская экстралига — 413 игр, 86 очков (23+63)
- Шведская лига — 46 игр, 5 очков (0+5)
- Сборная Чехии — 8 игр, 1 очко (1+0)
- Всего за карьеру — 1052 игры, 206 очков (49+157)